# オールド・ドッグ (2011年の映画)
『オールド・ドッグ』（原題：ཁྱི་རྒན།、中文題：老狗、英語題：Old Dog）は、チベットの作家・映画監督ペマ・ツェテン の映画作品。
日本では第12回の東京フィルメックスのコンペティション部門で上映され、最優秀作品賞を受賞。

その後、数々の特集上映(下記参照)にて上映されるも、一般公開の予定は2020年12月現在では未定であるが、2021年3月の岩波ホールにおける『映画で見る現代チベット』の特集で上映の後、他都市へ巡回。

## あらすじ・ストーリー
「映画『オールド・ドッグ』広々とした草原に生きる牧畜民の老人。彼は老マスチフ犬を飼っている。 あらすじ | 映画ログプラス」より引用。
”広々とした草原に生きる牧畜民の老人。彼は老マスチフ犬を飼っている。中国の大都市に暮らす富裕層の間に起きたマスチフ犬ブームから、犬泥棒が現れたり、しつこく付きまとう仲買人がやってきたり、心の休まる暇がない。老人の息子までも、大金を得ていい暮らしがしたいと願い、犬を高値で売り飛ばそうとするのだが、老人は「犬は民族の誇り」と手放すことを頑なに拒む……。”

## 出演
- 洛杰（ロチ）：老人
- 卓玛加（ドルマキャプ）：息子
- 旦正措（タムディンツォ）：息子の嫁

## スタッフ
- 監督・脚本：ペマ・ツェテン
- 撮影：松太加（ソンタルジャ）
- 編集：桑耶布姆

## 受賞
- 第12回東京フィルメックス：最優秀作品賞 受賞
- 2012年ブルックリン国際映画祭（英語版）：最優秀物語賞 受賞

## 日本での上映
- 2011年11月21日・25日 第12回東京フィルメックス
- 2013年12月7日〜8日 （映画美学校）・11日（東京外国語大学） ペマ・ツェテン映画祭
- 2014年11月1日 映画『オールド・ドッグ』とチベットの今 (早稲田祭2014)
- 2017年4月15日 TUFS Cinema：チベット映画特集
- 2020年3月13日・16日 TOKYO FILMeX in KYOTO 2020 東京フィルメックス -京都出張篇-
- 2021年3月13日〜19日・3月27日〜4月2日 映画で見る現代チベット (岩波ホール)での上映後、京都 [5]・名古屋[6]・長野[7]・埼玉[8]・大阪[9]・横浜[10]を巡回)
- 2021年10月23日・11月2日・12日 特集 映画で旅する世界(10/23-11/12) 元町映画館[11]
- 2024年2月23日・27日・28日 TOKYO FILMeX ペマ・ツェテン監督 特別追悼特集   [12]

## 参考
- 第12回東京フィルメックス 東京フィルメックス・コンペティション  『オールド・ドッグ』
- チベット文学と映画制作の現在  『オールド・ドッグ』
- チベット映画特集「映画で見る現代チベット」劇場未公開作品紹介③『オールド・ドッグ』＜劇場未公開＞(配給会社によるnote記事)
- 岩波ホール 特集上映のサイト  『映画で見る現代チベット チベット映画特集』